# 27 Gwardyjska Armia Rakietowa
27 Gwardyjska Witebska Armia Rakietowa odznaczona Orderem Czerwonego Sztandaru  – związek operacyjny Wojsk Rakietowych Przeznaczenia Strategicznego Związku Radzieckiego, następnie – Federacji Rosyjskiej. Sztab Armii stacjonuje we Włodzimierzu, JW 43176.
Armia została sformowana 8 czerwca 1970 na bazie 3 Samodzielnego Gwardyjskiego Witebskiego Korpusu Rakietowego we Włodzimierzu oraz 5 Samodzielnego Korpusu Rakietowego w Kirowie. Na początku związki taktyczne 27 Armii Rakietowej dysponowały rakietami typu R-16 (kod NATO: SS-7 Saddler). Obecnie podstawowe uzbrojenie stanowią rakiety typu "Topol" oraz "Topol-M" (kod NATO: Stalin).

## Dowódcy 27 Armii Rakietowej
- 1970–1976 – gen. por. (od 27 kwietnia 1975 – gen. płk) Władimir Wiszenkow
- 1976–1985 – gen. por. (od 16 grudnia 1982 – gen. płk) Władimir Szyłowskij
- 1985–1988 – gen. por. Giennadij Kolesnikow
- 1989–1994 – gen. por. Iwan Wierszkow
- 1994–1996 – gen. płk Władimir Jakowlew
- 1996–2001 – gen. por. Jurij Kiriłłow
- 2001–2002 – gen. por. Wiktor Aleksiejew
- 2002–2006 – gen. por. Władimir Gagarin
- 2006–2008 – gen. por. Siergiej Karakajew
- 2008–2010 − gen. mjr Władimir Ancyfierow
- od 2010 − gen. mjr Siergiej Siwier

## Skład
W składzie 27 Armii Rakietowej znajdują się obecnie (kiedy?) następujące dywizje rakietowe:
- 7 Gwardyjska Dywizja Rakietowa – JW 14245 (jednostki dywizji rozmieszczone są w zamkniętym mieście ZATO Oziornyj (Wypołzowo, Bołogoje-4) w obwodzie twerskim)
- 14 Kijowsko-Żytomierska Dywizja Rakietowa – JW 34096 (jednostki dywizji rozmieszczone są w mieście Joszkar-Oła w Republice Maryj-Eł)
- 28 Gwardyjska Dywizja Rakietowa – JW 54055 (jednostki dywizji rozmieszczone są w mieście Kozielsk w obwodzie kałuskim
- 54 Gwardyjska Dywizja Rakietowa – JW 34048 (jednostki dywizji rozmieszczone są w mieście Tejkowo w obwodzie iwanowskim)
- 60 Tamańska Dywizja Rakietowa – JW 89553 (jednostki dywizji rozmieszczone są w zamkniętym mieście ZATO Swietłyj (Tatiszczewo) w obwodzie saratowskim

Wcześniej w składzie 27 Armii Rakietowej były też następujące dywizje:
- 8 Melitopolska Dywizja Rakietowa (JW 44200, w zamkniętym mieście ZATO Jurja w obwodzie kirowskim)
- 10 Gwardyjska Dywizja Rakietowa (JW 34029, Kostroma)[3]